# Пам'ятки монументального мистецтва Буського району
У Буському районі Львівської області нараховується 8 пам'яток монументального мистецтва.
| № | Назва | Адреса                            | Номер | Дата рішення                    |
| - | --- | --------------------------------- | ----- | ------------------------------- |
| 1 | пам'ятник Лесі Українці, українській поетесі, драматургу (ск. Б. Попович, 1976, мармурова крихта)              | с. Соколя, в центрі села          | 316   | Рішення № 183, 05.05.1972       |
| 2 | пам'ятник Франку І. Я., українському письменнику і вченому (ск. Я. Чайка, 1969, мармурова крихта)              | с. Боложинів, пл. І. Франка       | 315   | Рішення № 183, 05.05.1972       |
| 3 | пам'ятник Хмельницькому Б. М., гетьману України (1954, з/бетон)                                                | с. Топорів, сквер у центрі села   | 1456  | Рішення № 278, 05.06.1984       |
| 4 | пам'ятник Шевченку Т. Г., українському поету і художнику (ск. В. Одрехіський, 1991, бронза)                    | с. Задвір'я                       | 1457  | Розпорядження № 528, 19.07.1995 |
| 5 | пам'ятник Шевченку Т. Г., українському поету і художнику (ск. В. Одрехівський, 1991, бронза, мармурова крихта) | смт Красне                        | 1458  | Розпорядження № 528, 19.07.1995 |
| 6 | пам'ятник Шевченку Т. Г., українському поету і художнику (ск. Є. Дзиндра, 1950, мармурова крихта, з/бетон)     | смт Олесько, парк ім. Т. Шевченка | 317   | Рішення № 183, 05.05.1972       |
| 7 | пам'ятник Шевченку Т. Г., українському поету і художнику (1963, мармурова крихта)                              | с. Тур'є, біля школи              | 1459  | Рішення № 278, 05.06.1984       |
| 8 | пам'ятник Шевченку Т. Г., українському поету і художнику (ск. В. Сколоздра, 1969, мармурова крихта)            | с. Яблунівка, біля школи          | 318   | Рішення № 183, 05.05.1972       |